# Sikorsky (Mondkrater)
Sikorsky ist ein Einschlagkrater im Süden der Mondrückseite.
Der Krater liegt nordwestlich des riesigen Kraters Schrödinger. Die auffälligsten Merkmale sind ohne Zweifel das Vallis Schrödinger, ein langgestrecktes Tal, das Schrödinger und Moulton verbindet und Sikorsky durchschneidet, und der jüngere, kleinere Einschlagkrater, der den Mittelpunkt von Sikorsky markiert. Der Krater selbst ist stark erodiert und entsprechend alt, seine Entstehungszeit wird der nektarischen Periode zugerechnet.

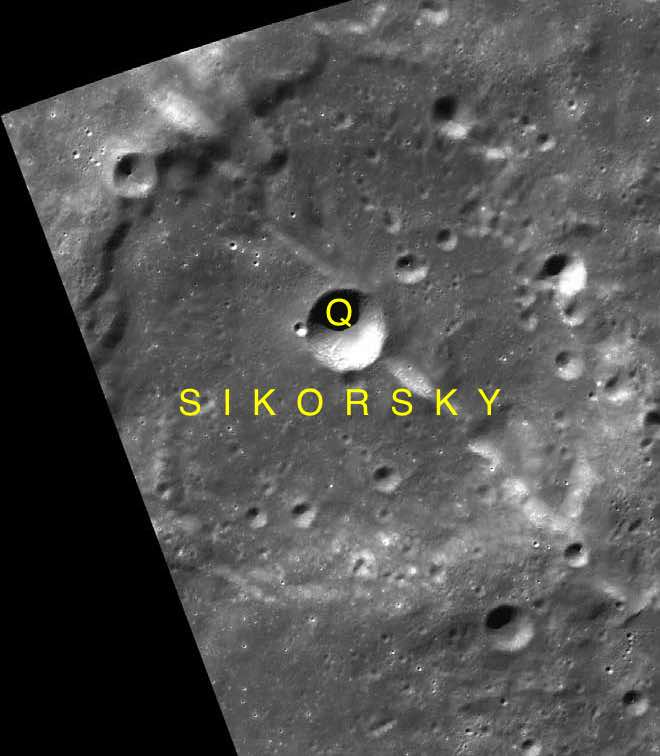
Sikorsky mit seinem Nebenkrater

Sikorsky hat einen mit Q bezeichneten Nebenkrater, nämlich den oben erwähnten kleineren Krater im Zentrum:
| Buchstabe | Position            | Durchmesser | Link |
| --------- | ------------------- | ----------- | ---- |
| Q         | 65,79° S, 103,45° O | 14 km       |      |

Der Krater wurde 1979 von der IAU offiziell nach dem russisch-ukrainischen Luftfahrtpionier Igor Iwanowitsch Sikorski benannt.